# SARIA
SARIA Bio-Industries AG & Co. KG – europejska grupa spółek z siedzibą w Selm (Nadrenia Północna-Westfalia/Niemcy), należąca do grupy rodzinnego koncernu Rethmann, w skład którego wchodzą jeszcze Remondis i Rhenus.
Przedsiębiorstwo działa jako usługodawca w rolnictwie i przemyśle spożywczym (z naciskiem na wykorzystanie produktów z gospodarki mięsnej i branży spożywczej), jako wytwórca nowych energii i jako producent komponentów do paszy dla zwierząt, akwakultur, oleochemii i produktów dla rolnictwa. SARIA jest jednym z największych przedsiębiorstw tego typu w Europie.

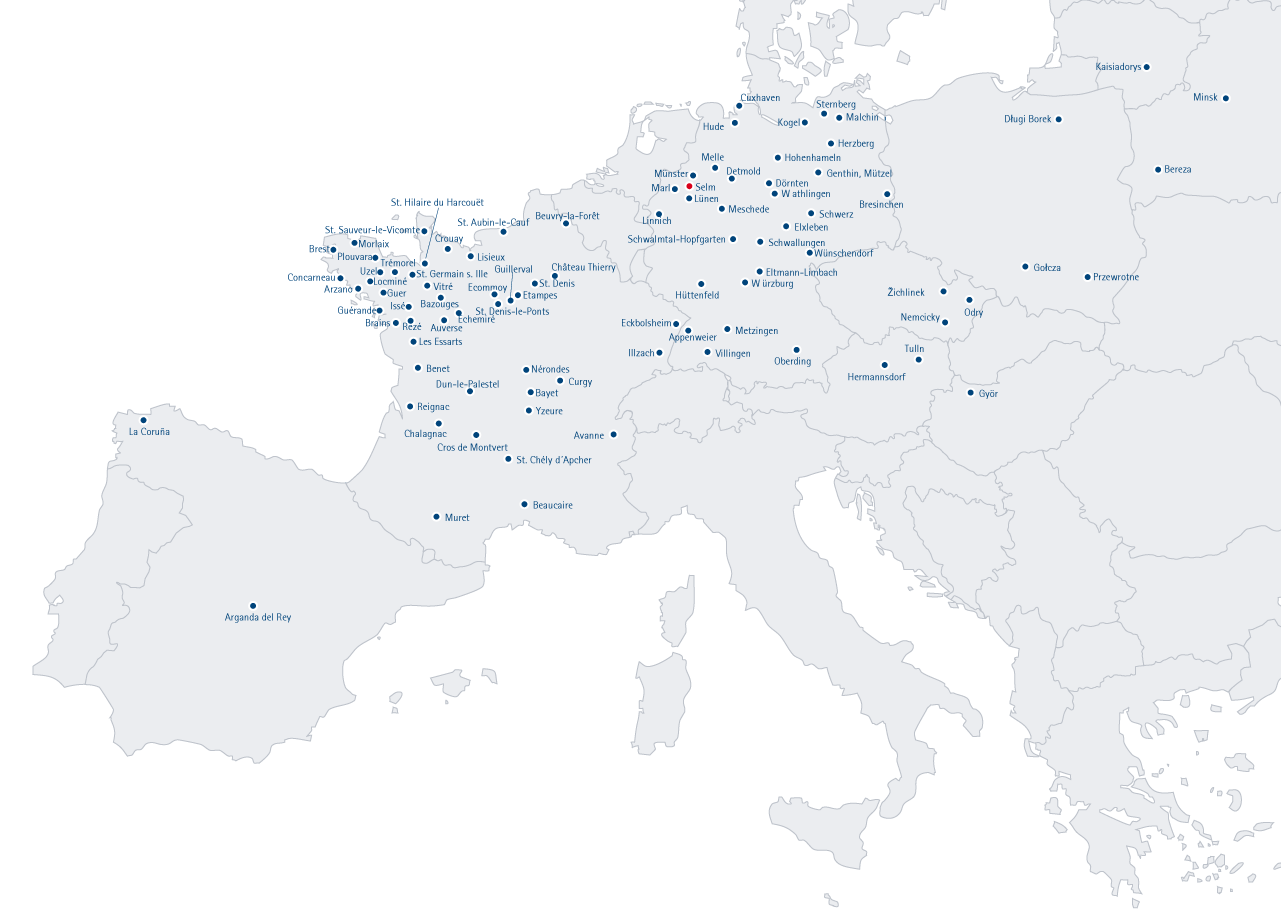
SARIA Europe

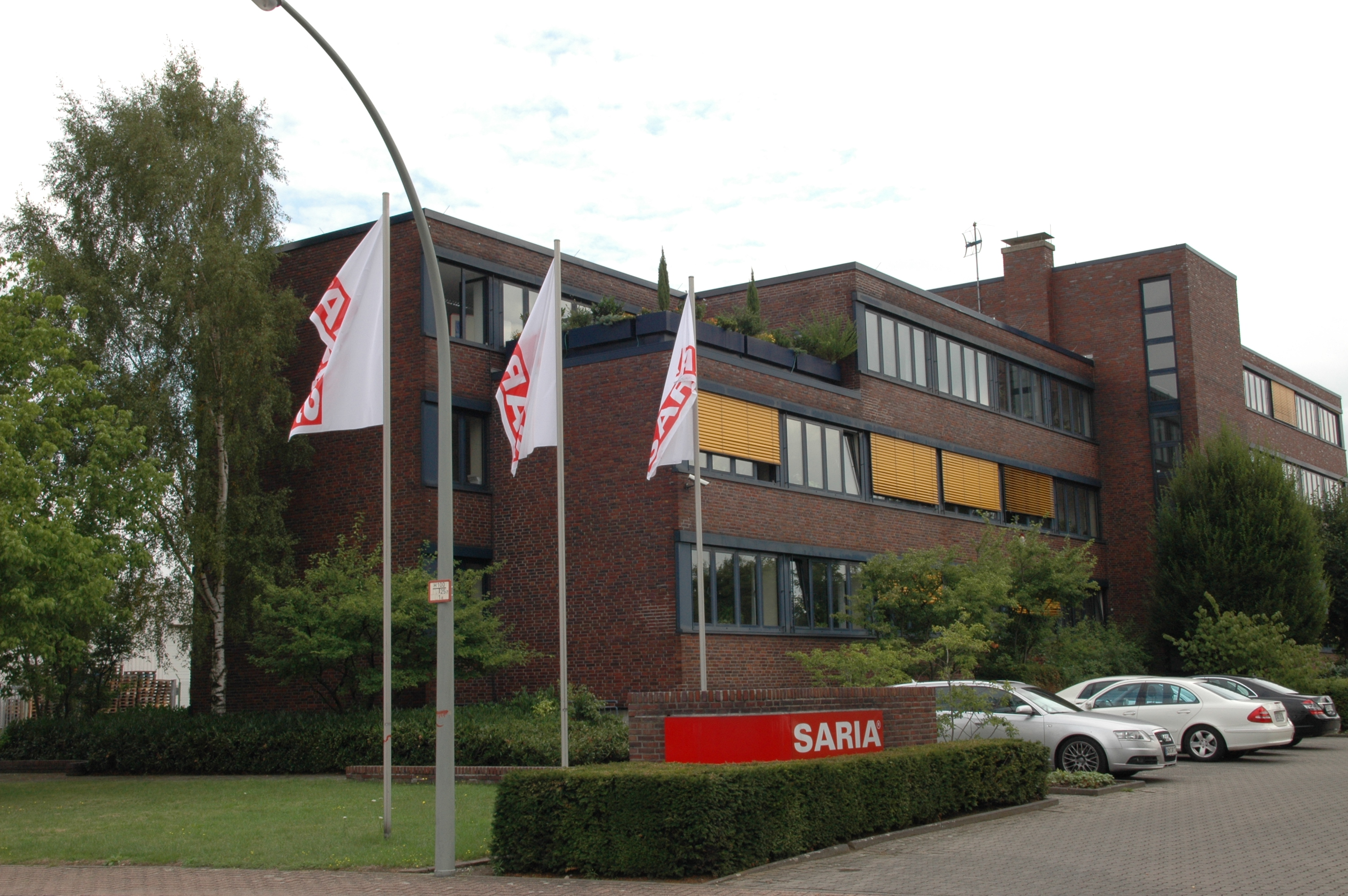
SARIA Selm

## Historia
SARIA Bio – AG & Co. KG została założona w roku 1998 pod tą nazwą jako niezależna Spółka Grupy-Rethmann, aby powiązać wszystkie dziedziny działania koncernu w segmencie produktowym i usługowym, które do tej pory były zorganizowane w Rethmann TBA GmbH & Co. KG. Historyczne wejście Grupy Rethmann w przetwarzanie ubocznych produktów zwierzęcych stanowi przejęcie „Gebr. Schaap” w Marl (Niemcy) w roku 1977.
Od czasu założenia istnieje już siedem zakładów przetwórczych w Niemczech, dziesięć we Francji (niegdyś Soporga i SFM), jak również po jednym w Austrii, Polsce, Czechach i Hiszpanii.
Przedsiębiorstwo od 1998 stale powiększa się poprzez rozwój nowych obszarów działania, które rozwijają istniejące zakłady przetwórcze i pozwalają na przejmowanie przedsiębiorstw działających w tej branży. Krokiem milowym było na przykład w 2001 roku uruchomienie pierwszej instalacji do pozyskiwania biodiesela z tłuszczu zwierzęcego w Malchim. Powstawały kolejne instalacje, także przetwarzające oleje roślinne na biospirytus.

## Struktura spółki
Pod skrzydłami SARIA Bio – AG& Co. KG są zorganizowane pojedyncze krajowe spółki SARIA. Około 3.600 osób zatrudnionych jest w dziesięciu europejskich krajach w około 100 różnych spółkach. SARIA jest reprezentowana w Polsce w następujących oddziałach:
Długi Borek / Świętajno, Przewrotne, Wielkanoc / Gołcza, Stare Tarnowo / Czempiń.

## Produkty i usługi
SARIA swoje produkty i usługi możne podzielić na cztery kategorie:

| | | | | | |          |          |          |          |                                                                                          |                                                                                          |                                                                                          |                                                                                          |                                                                                          |                                                                                          |  |  | SARIA |  |  |  |  |  |  |  |                                                           |                                                           |                                                           |                                                           |                                                           |                                                           |        |        |        |        |                                                                                      |                                                                                      |                                                                                      |                                                                                      |                                                                                      |                                                                                      |  |  |  |  |  |  |  |  |  |  |  |  |  |  |  |  |  |  |  |  |  |  |  |  |
| | | | | | |          |          |          |          |                                                                                          |                                                                                          |                                                                                          |                                                                                          |                                                                                          |                                                                                          |  |  |       |  |  |  |  |  |  |  |                                                           |                                                           |                                                           |                                                           |                                                           |                                                           |        |        |        |        |                                                                                      |                                                                                      |                                                                                      |                                                                                      |                                                                                      |                                                                                      |  |  |  |  |  |  |  |  |  |  |  |  |  |  |  |  |  |  |  |  |  |  |  |  |
| | | | | | |          |          |          |          |                                                                                          |                                                                                          |                                                                                          |                                                                                          |                                                                                          |                                                                                          |  |  |       |  |  |  |  |  |  |  |                                                           |                                                           |                                                           |                                                           |                                                           |                                                           |        |        |        |        |                                                                                      |                                                                                      |                                                                                      |                                                                                      |                                                                                      |                                                                                      |  |  |  |  |  |  |  |  |  |  |  |  |  |  |  |  |  |  |  |  |  |  |  |  |
| | | | | Produkty | Produkty | Produkty | Produkty | Produkty | Produkty |                                                                                          |                                                                                          |                                                                                          |                                                                                          |                                                                                          |                                                                                          |  |  |       |  |  |  |  |  |  |  |                                                           |                                                           |                                                           |                                                           |                                                           |                                                           | Usługi | Usługi | Usługi | Usługi | Usługi                                                                               | Usługi                                                                               |                                                                                      |                                                                                      |                                                                                      |                                                                                      |  |  |  |  |  |  |  |  |  |  |  |  |  |  |  |  |  |  |  |  |  |  |  |  |
| | | | | Produkty | Produkty | Produkty | Produkty | Produkty | Produkty |                                                                                          |                                                                                          |                                                                                          |                                                                                          |                                                                                          |                                                                                          |  |  |       |  |  |  |  |  |  |  |                                                           |                                                           |                                                           |                                                           |                                                           |                                                           | Usługi | Usługi | Usługi | Usługi | Usługi                                                                               | Usługi                                                                               |                                                                                      |                                                                                      |                                                                                      |                                                                                      |  |  |  |  |  |  |  |  |  |  |  |  |  |  |  |  |  |  |  |  |  |  |  |  |
| | | | | | |          |          |          |          |                                                                                          |                                                                                          |                                                                                          |                                                                                          |                                                                                          |                                                                                          |  |  |       |  |  |  |  |  |  |  |                                                           |                                                           |                                                           |                                                           |                                                           |                                                           |        |        |        |        |                                                                                      |                                                                                      |                                                                                      |                                                                                      |                                                                                      |                                                                                      |  |  |  |  |  |  |  |  |  |  |  |  |  |  |  |  |  |  |  |  |  |  |  |  |
| produkty wysokiej jakości (zwłaszcza proteiny i tłuszcze) na bazie ubocznych produktów z przemysłu miesnego i rybnego | produkty wysokiej jakości (zwłaszcza proteiny i tłuszcze) na bazie ubocznych produktów z przemysłu miesnego i rybnego | produkty wysokiej jakości (zwłaszcza proteiny i tłuszcze) na bazie ubocznych produktów z przemysłu miesnego i rybnego | produkty wysokiej jakości (zwłaszcza proteiny i tłuszcze) na bazie ubocznych produktów z przemysłu miesnego i rybnego | produkty wysokiej jakości (zwłaszcza proteiny i tłuszcze) na bazie ubocznych produktów z przemysłu miesnego i rybnego | produkty wysokiej jakości (zwłaszcza proteiny i tłuszcze) na bazie ubocznych produktów z przemysłu miesnego i rybnego |          |          |          |          | nowa energia (zwłaszcza biodiesel i biogaz)                                              | nowa energia (zwłaszcza biodiesel i biogaz)                                              | nowa energia (zwłaszcza biodiesel i biogaz)                                              | nowa energia (zwłaszcza biodiesel i biogaz)                                              | nowa energia (zwłaszcza biodiesel i biogaz)                                              | nowa energia (zwłaszcza biodiesel i biogaz)                                              |  |  |       |  |  |  |  |  |  |  | zbiórka i przerób wtórnego materiału z przemysłu miesnego | zbiórka i przerób wtórnego materiału z przemysłu miesnego | zbiórka i przerób wtórnego materiału z przemysłu miesnego | zbiórka i przerób wtórnego materiału z przemysłu miesnego | zbiórka i przerób wtórnego materiału z przemysłu miesnego | zbiórka i przerób wtórnego materiału z przemysłu miesnego |        |        |        |        | zbiórka i przerób odpadków kuchennych, przeterminowanej żywności i zużytego tłuszczu | zbiórka i przerób odpadków kuchennych, przeterminowanej żywności i zużytego tłuszczu | zbiórka i przerób odpadków kuchennych, przeterminowanej żywności i zużytego tłuszczu | zbiórka i przerób odpadków kuchennych, przeterminowanej żywności i zużytego tłuszczu | zbiórka i przerób odpadków kuchennych, przeterminowanej żywności i zużytego tłuszczu | zbiórka i przerób odpadków kuchennych, przeterminowanej żywności i zużytego tłuszczu |  |  |  |  |  |  |  |  |  |  |  |  |  |  |  |  |  |  |  |  |  |  |  |  |
| produkty wysokiej jakości (zwłaszcza proteiny i tłuszcze) na bazie ubocznych produktów z przemysłu miesnego i rybnego | produkty wysokiej jakości (zwłaszcza proteiny i tłuszcze) na bazie ubocznych produktów z przemysłu miesnego i rybnego | produkty wysokiej jakości (zwłaszcza proteiny i tłuszcze) na bazie ubocznych produktów z przemysłu miesnego i rybnego | produkty wysokiej jakości (zwłaszcza proteiny i tłuszcze) na bazie ubocznych produktów z przemysłu miesnego i rybnego | produkty wysokiej jakości (zwłaszcza proteiny i tłuszcze) na bazie ubocznych produktów z przemysłu miesnego i rybnego | produkty wysokiej jakości (zwłaszcza proteiny i tłuszcze) na bazie ubocznych produktów z przemysłu miesnego i rybnego |          |          |          |          | nowa energia (zwłaszcza biodiesel i biogaz)                                              | nowa energia (zwłaszcza biodiesel i biogaz)                                              | nowa energia (zwłaszcza biodiesel i biogaz)                                              | nowa energia (zwłaszcza biodiesel i biogaz)                                              | nowa energia (zwłaszcza biodiesel i biogaz)                                              | nowa energia (zwłaszcza biodiesel i biogaz)                                              |  |  |       |  |  |  |  |  |  |  | zbiórka i przerób wtórnego materiału z przemysłu miesnego | zbiórka i przerób wtórnego materiału z przemysłu miesnego | zbiórka i przerób wtórnego materiału z przemysłu miesnego | zbiórka i przerób wtórnego materiału z przemysłu miesnego | zbiórka i przerób wtórnego materiału z przemysłu miesnego | zbiórka i przerób wtórnego materiału z przemysłu miesnego |        |        |        |        | zbiórka i przerób odpadków kuchennych, przeterminowanej żywności i zużytego tłuszczu | zbiórka i przerób odpadków kuchennych, przeterminowanej żywności i zużytego tłuszczu | zbiórka i przerób odpadków kuchennych, przeterminowanej żywności i zużytego tłuszczu | zbiórka i przerób odpadków kuchennych, przeterminowanej żywności i zużytego tłuszczu | zbiórka i przerób odpadków kuchennych, przeterminowanej żywności i zużytego tłuszczu | zbiórka i przerób odpadków kuchennych, przeterminowanej żywności i zużytego tłuszczu |  |  |  |  |  |  |  |  |  |  |  |  |  |  |  |  |  |  |  |  |  |  |  |  |
| pożywienie, pasza zwierząt, techniczne zastosowanie, uprawa roślin i zbóż                                             | pożywienie, pasza zwierząt, techniczne zastosowanie, uprawa roślin i zbóż                                             | pożywienie, pasza zwierząt, techniczne zastosowanie, uprawa roślin i zbóż                                             | pożywienie, pasza zwierząt, techniczne zastosowanie, uprawa roślin i zbóż                                             | pożywienie, pasza zwierząt, techniczne zastosowanie, uprawa roślin i zbóż                                             | pożywienie, pasza zwierząt, techniczne zastosowanie, uprawa roślin i zbóż                                             |          |          |          |          | korzystający z energii (zwłaszcza odbiorcy prądu i gazu, jak również użytkownicy paliwa) | korzystający z energii (zwłaszcza odbiorcy prądu i gazu, jak również użytkownicy paliwa) | korzystający z energii (zwłaszcza odbiorcy prądu i gazu, jak również użytkownicy paliwa) | korzystający z energii (zwłaszcza odbiorcy prądu i gazu, jak również użytkownicy paliwa) | korzystający z energii (zwłaszcza odbiorcy prądu i gazu, jak również użytkownicy paliwa) | korzystający z energii (zwłaszcza odbiorcy prądu i gazu, jak również użytkownicy paliwa) |  |  |       |  |  |  |  |  |  |  | przemysł mięsny                                           | przemysł mięsny                                           | przemysł mięsny                                           | przemysł mięsny                                           | przemysł mięsny                                           | przemysł mięsny                                           |        |        |        |        | restauracje, punkty zbiorowego żywienia, sklepy spożywcze                            | restauracje, punkty zbiorowego żywienia, sklepy spożywcze                            | restauracje, punkty zbiorowego żywienia, sklepy spożywcze                            | restauracje, punkty zbiorowego żywienia, sklepy spożywcze                            | restauracje, punkty zbiorowego żywienia, sklepy spożywcze                            | restauracje, punkty zbiorowego żywienia, sklepy spożywcze                            |  |  |  |  |  |  |  |  |  |  |  |  |  |  |  |  |  |  |  |  |  |  |  |  |